# ديك هارب
ديك هارب (بالإنجليزية: Dick Harp)‏ هو مدرب كرة سلة أمريكي، ولد في 28 مارس 1918، وتوفي في 18 مارس 2000.